# Quốc huy Bangladesh
Quốc huy Bangladesh (tiếng Bengal: বাংলাদেশের জাতীয় প্রতীক, đã Latinh hoá: Bānglādēśēr Jātīẏo Pratīk) đã được thông qua trong thời gian ngắn sau khi độc lập năm 1971.
Nằm trên biểu tượng là một lily nước, đó là giáp hai bên bằng gạo ròng rọc. Phía trên lilly nước là bốn ngôi sao và ba lá đay được kết nối. Hoa súng là quốc hoa của đất nước, và là đại diện của nhiều con sông chảy qua Bangladesh. Gạo đại diện cho sự hiện diện của nó như là lương thực chính của Bangladesh và cho nền nông nghiệp của quốc gia đó. Bốn ngôi sao đại diện cho bốn nguyên tắc sáng lập ban đầu được ghi trong hiến pháp đầu tiên của Bangladesh năm 1972: chủ nghĩa dân tộc, chủ nghĩa thế tục, chủ nghĩa xã hội và dân chủ.
Các chi tiết của biểu tượng được đưa ra như được trích dẫn dưới đây:
Biểu tượng quốc gia của Cộng hòa là quốc hoa Shapla (hoa súng) nằm trên mặt nước, mỗi bên và tai thóc và bị ba lá đay nối liền với hai ngôi sao ở hai bên lá. - Hiến pháp Bangladesh Article 4(3)

Con dấu tổng thống của Bangladesh
Con dấu của Thủ tướng Bangladesh